# 고베시 교통국 3000형 전동차
고베 시 교통국 3000형 전동차(일본어: 神戸市交通局3000形電車)는 1992년부터 운행하고 있는 고베 시 교통국 지하철 세이신·야마테 선의 전동차이다.

## 개요
고베 시영 지하철 세이신·야마테 선은 이용자수의 증가가 계속되는 가운데, 아침 저녁 러쉬시의 혼잡 완화나 승객 서비스의 향상을 도모하기 위해, 쾌적성・안전성・성력화의 향상을 도모한 차량으로서, 1992 연도보다 본 형식이 증비되게 되었다.
최초의 편성은 1993년(헤세이 5년) 3월의 세이신 미나미역 개업에 맞춰 증비되었다. 당초부터 6량 편성이며, 중간차에 부수차를 2량 끼우는 MT비 4M2T의 편성이 되고 있다. 고베 시영 지하철에서 처음으로 VVVF 인버터 제어가 채용되었다.
편성 번호는 1000형・2000형의 속번이 되어, 제1 편성이 3123F를 자칭하고 있다.

## 차량 개요

### 외부
차장은 19m이고 문은 3개 있다.

### 내부
차내는 화장판의 색조가 전체적으로 밝아지고, 좌석 모켓도 색, 재질 모두 변경되었다. 또, 좌석단에는 망선에서 바닥으로 뻗는 파이프가 설치되어 서 손님이 잡기 위한 막대도 설치되었다. 천장의 냉방 취출구, 조명, 스피커의 형상과 배열도 변경되었다.
1994년(헤세이 6년)에 객용 도어 상부에 노선도식의 차내 안내 표시기와 LED식의 차내 안내 표시기가 교대로 설치되었다. 쾌속 운전에서의 사용을 전제로 설계되었기 때문에, 「보통 LOCAL」이라고 하는 표시나 노선 도식 안내 표시기의 역명 아래에 정차 역인 것을 나타내는 램프가 설치되어 있었다.
덧붙여 2009년 5월부터 차내 안내 표시기의 디자인은 노선도와 LED 스크롤 표시가 일체화된 타입으로 순차적으로 갱신되어, 2010년 3월까지 전편성 교체되었다.

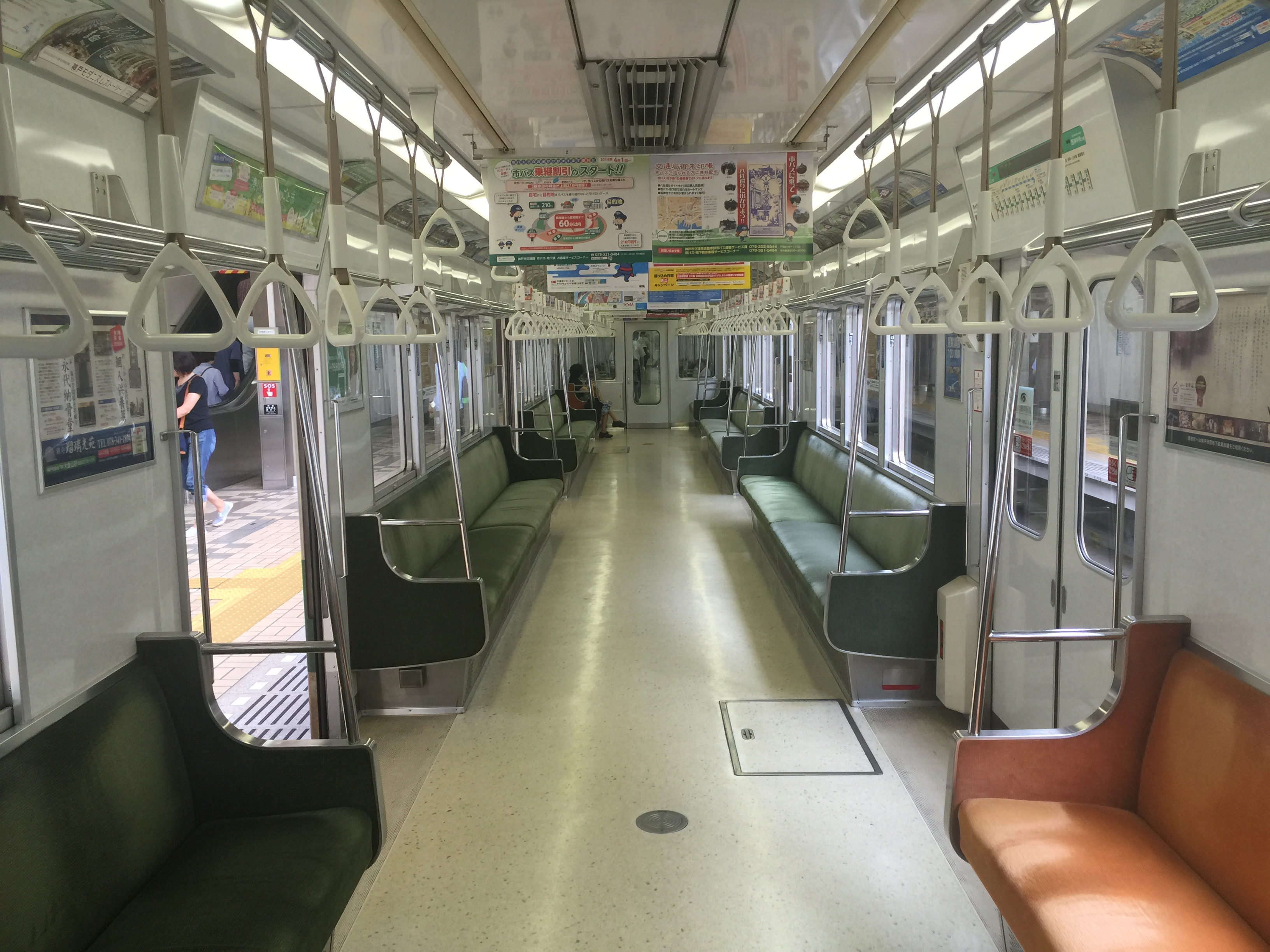
차내
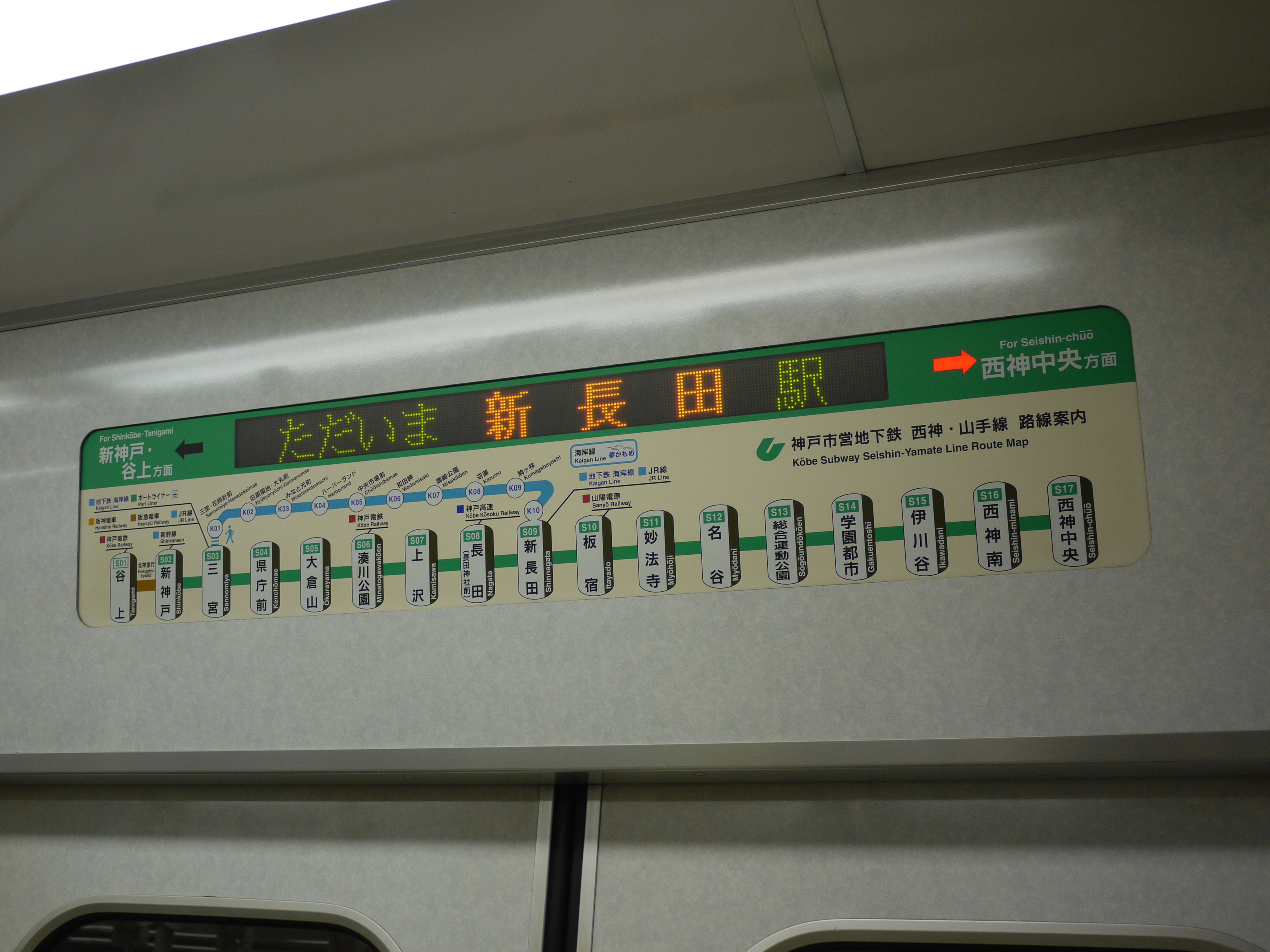
LED식 차내 안내 표시기

## 시전 디자인 열차
2017년 시영교통 100주년과 지하철 개업 40주년을 기념하여 3000형 3126F가 고베 시전의 디자인을 복원한 「시전 디자인 열차」가 되어 2017년 3월 13일부터 운행을 개시했다. 니시진 중앙방의 3126만 다이쇼기의 마룬, 나머지의 5량은 700형을 이미지한 쇼와기의 투톤 칼라가 되어, 당초는, 100주년 헤드 마크가 게시되고 있었다. 차체 측면과 차내 승강문·처마면 상부에 시전·지하철의 각 형식의 화상·설명을 적은 스티커가 붙여져 있었다.

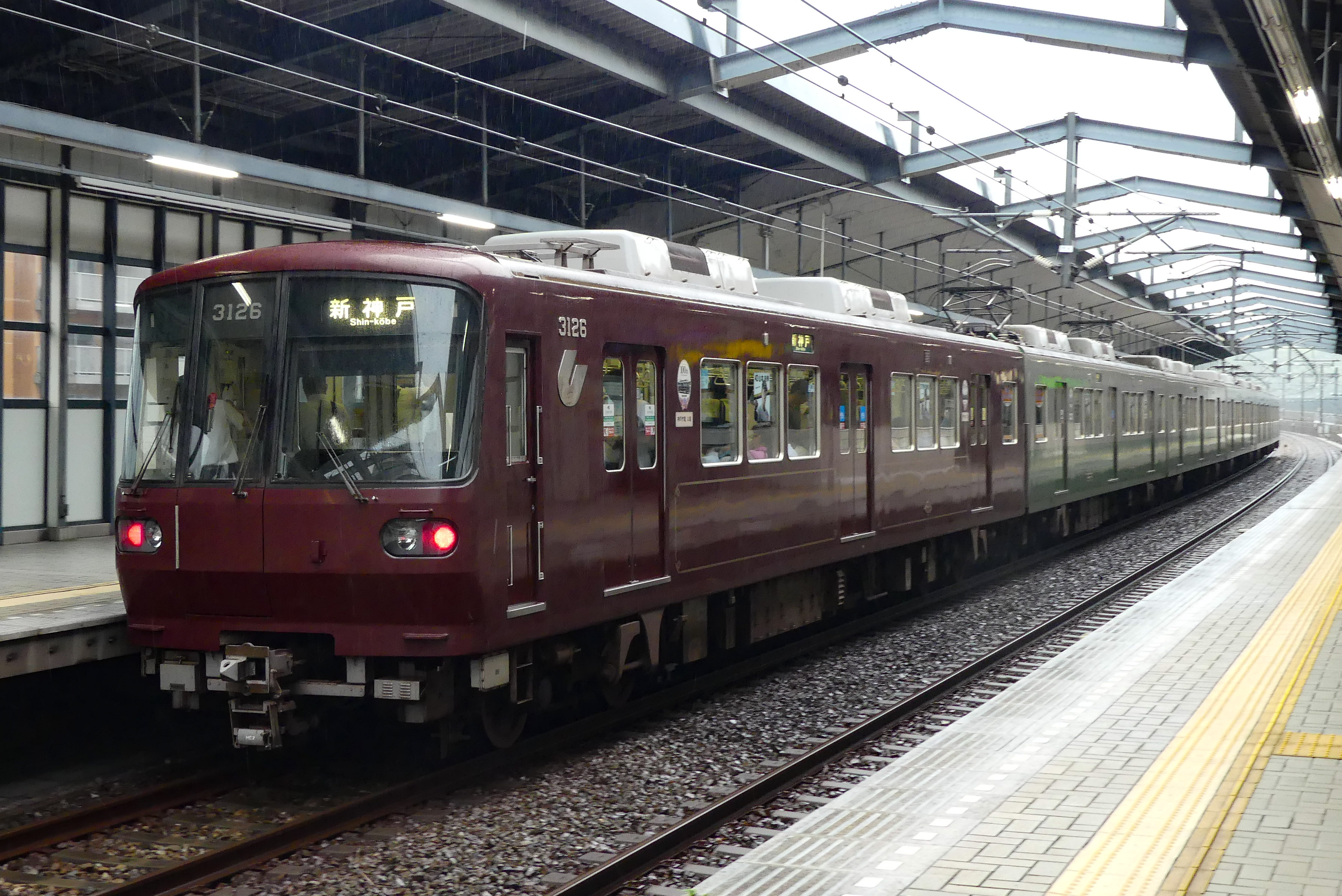
3126면 마룬 도장
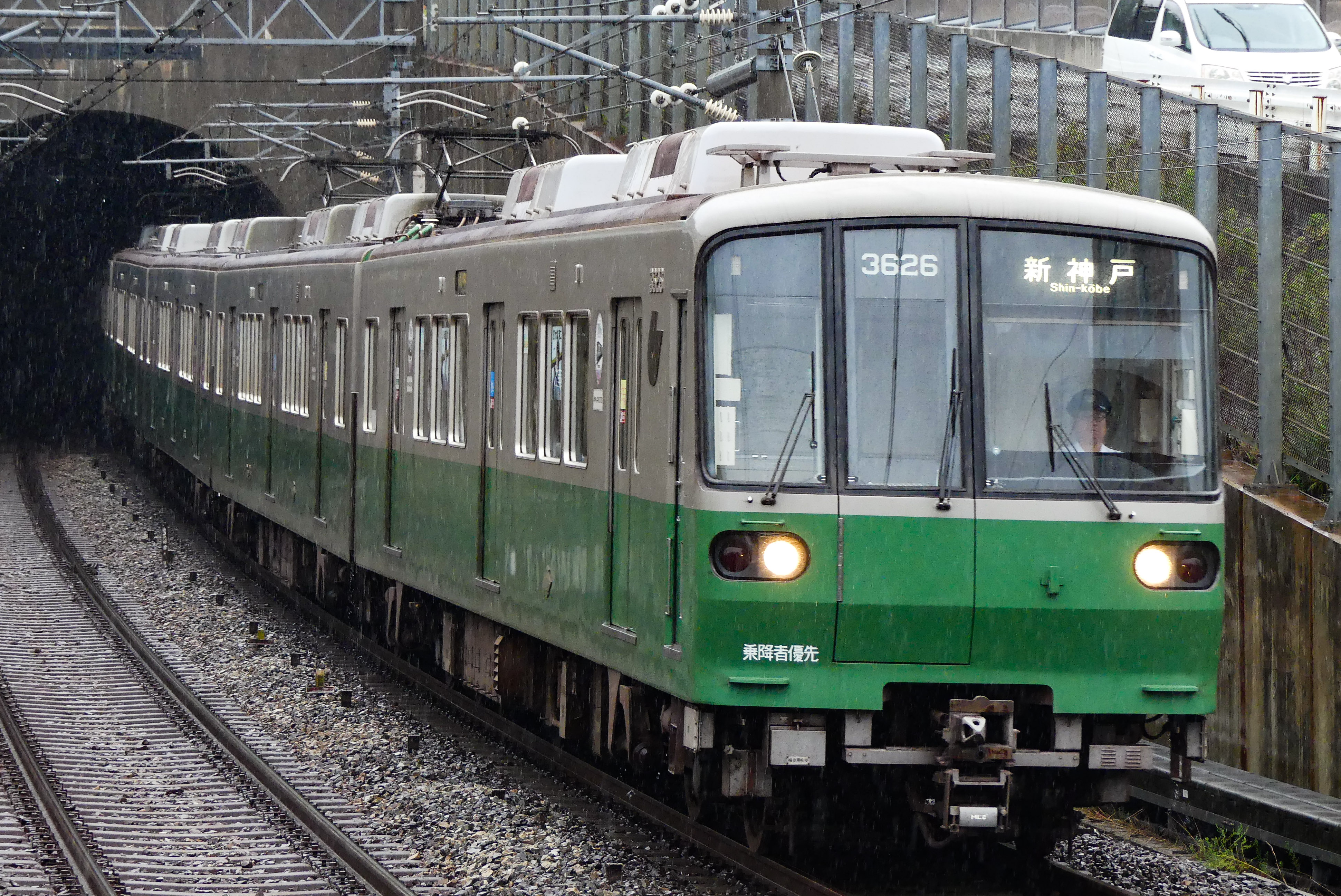
3626면 투톤 컬러

## 운영
호쿠신 선과 세이신·야마테선의 구간에서 운용하고있다.

## 폐차
6000형의 도입으로 폐차가 되었다.

## 편성표
4호차(3400형)는 여성전용차량입니다.
|      |      | ←세이신 중앙 | ←세이신 중앙 | ←세이신 중앙 | 다니가미→ | 다니가미→ | 다니가미→ | 제작 시기  | 도입 시기       | 운행 중단 시기  | 당초 반출 시기                          |
| 호차 | 호차 | 1            | 2            | 3            | 4         | 5         | 6         | 제작 시기  | 도입 시기       | 운행 중단 시기  | 당초 반출 시기                          |
| ---- | ---- | ------------ | ------------ | ------------ | --------- | --------- | --------- | ---------- | --------------- | --------------- | --------------------------------------- |
| 편성 | 23   | 3123         | 3223         | 3323         | 3423      | 3523      | 3623      | 1993년 1월 | 1993년 3월 20일 | 2019년 8월 6일  | 2019년 7월경 (1호차의 전면은 저장 차량) |
| 편성 | 24   | 3124         | 3224         | 3324         | 3424      | 3524      | 3624      | 1993년 1월 | 1993년 3월 20일 | 2019년 9월 2일  | 2019년 9월경                            |
| 편성 | 25   | 3125         | 3225         | 3325         | 3425      | 3525      | 3625      | 1994년 3월 | 1994년 3월 20일 | 2021년 3월 25일 | 2020년 11월경                           |
| 편성 | 26   | 3126         | 3226         | 3326         | 3426      | 3526      | 3626      | 1994년 3월 | 1994년 3월 20일 | 2021년 3월 25일 | 2021년 2월경                            |
| 편성 | 27   | 3127         | 3227         | 3327         | 3427      | 3527      | 3627      | 1994년 3월 | 1994년 3월 20일 | 2019년 12월 9일 | 2019년 8월경                            |
| 편성 | 28   | 3128         | 3228         | 3328         | 3428      | 3528      | 3628      | 1994년 3월 | 1994년 3월 20일 | 2021년 8월      | 2021년 8월경                            |

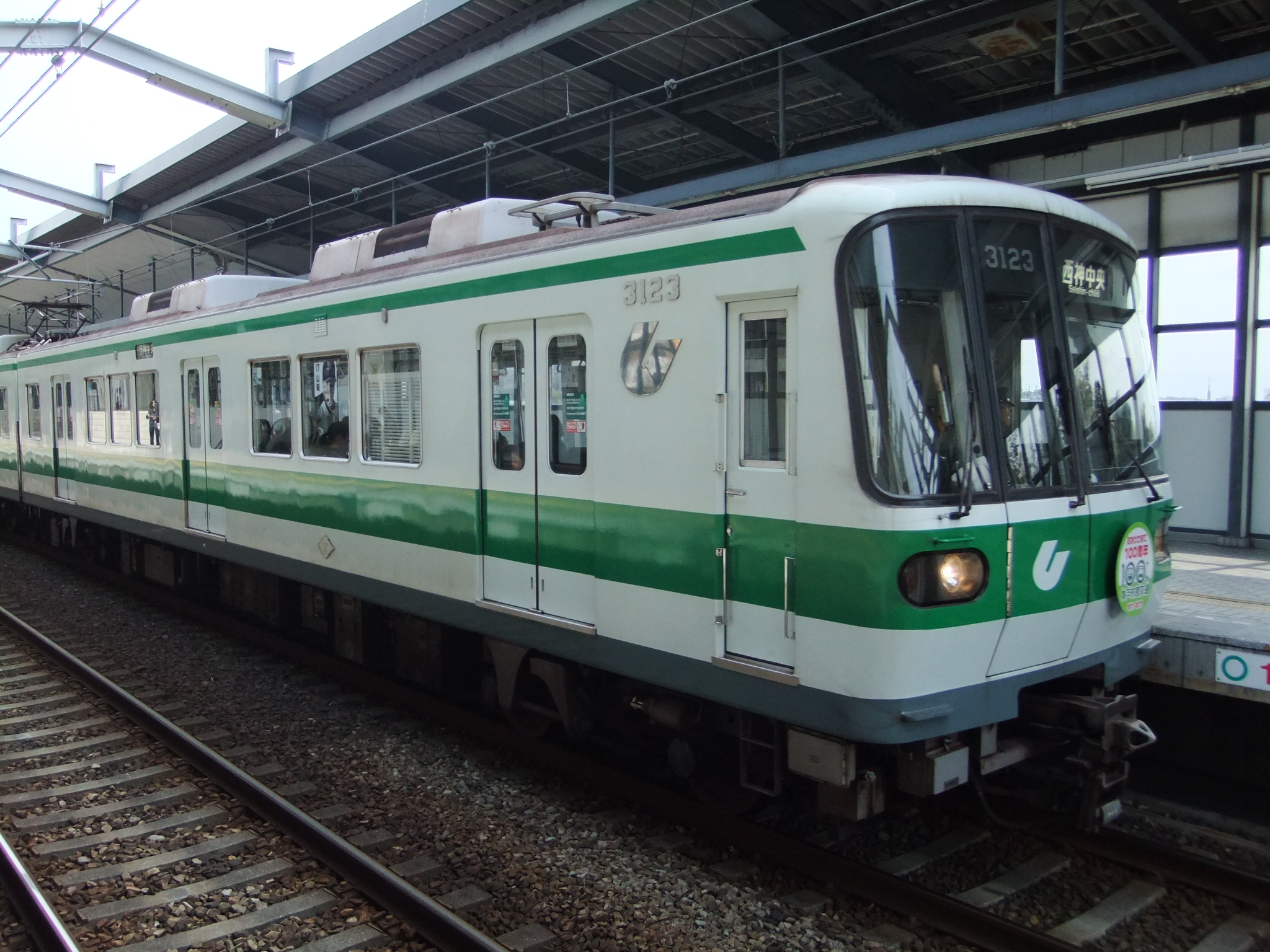
1호차(3100형)
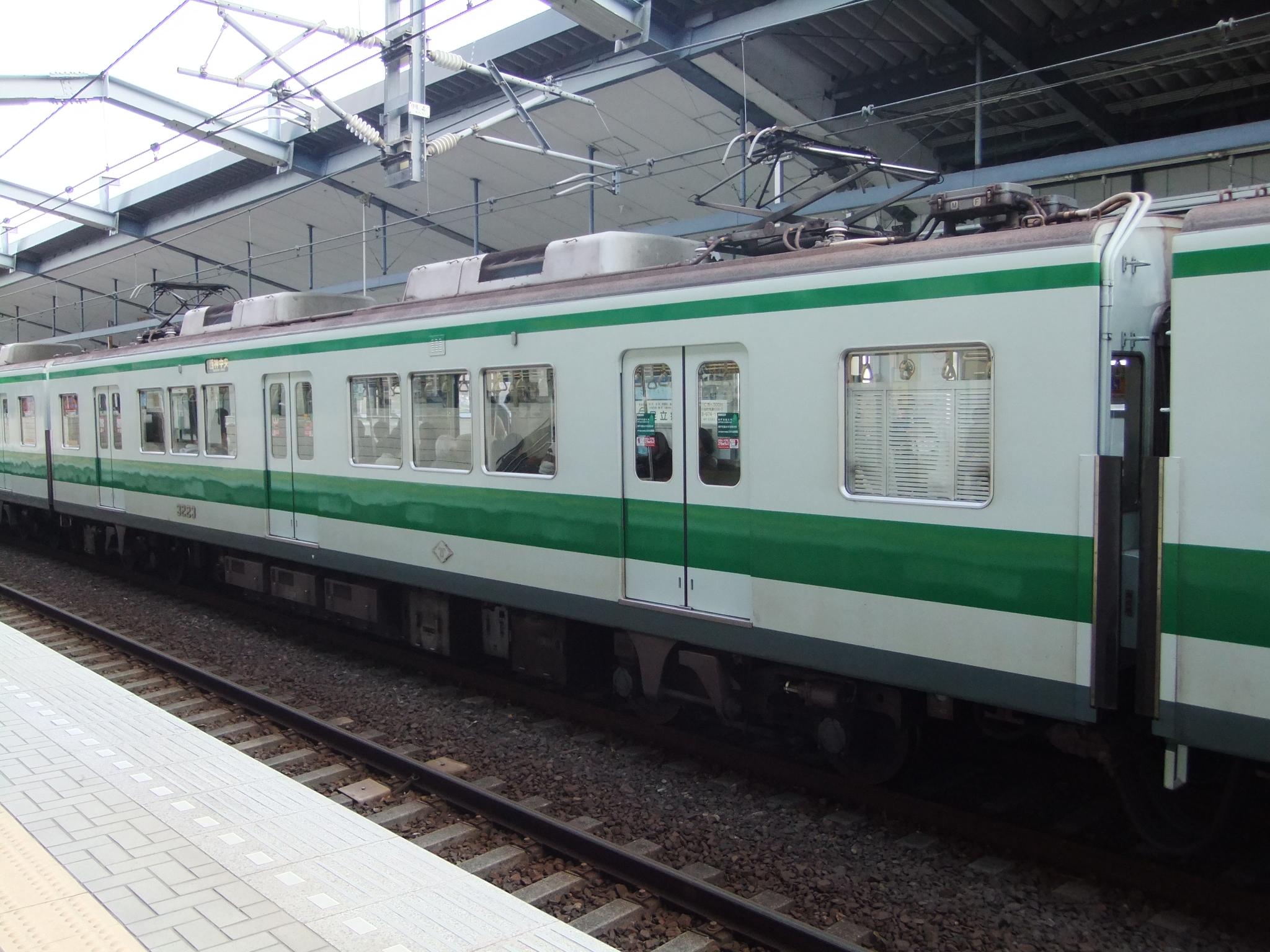
2호차(3200형)
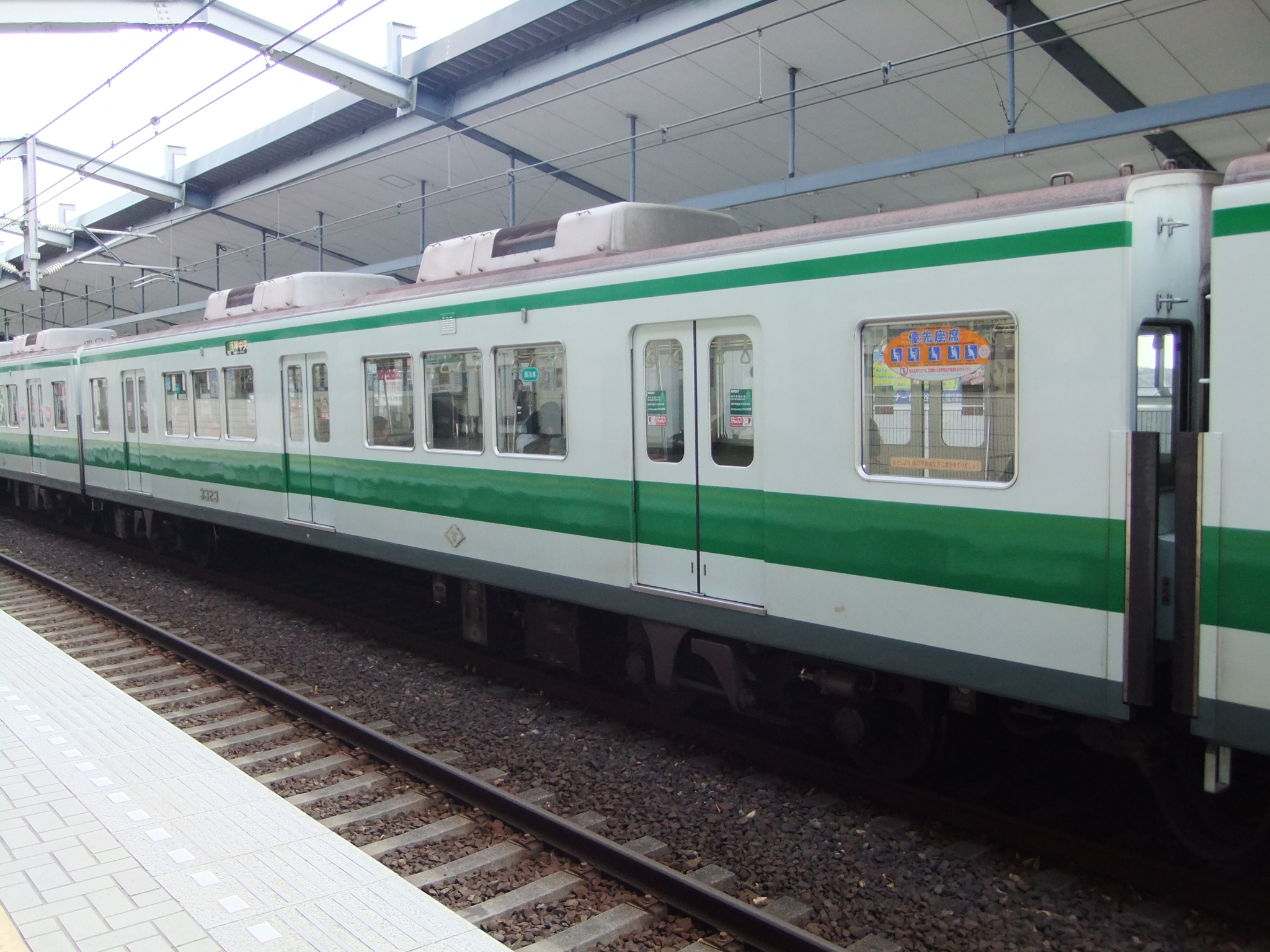
3호차(3300형)
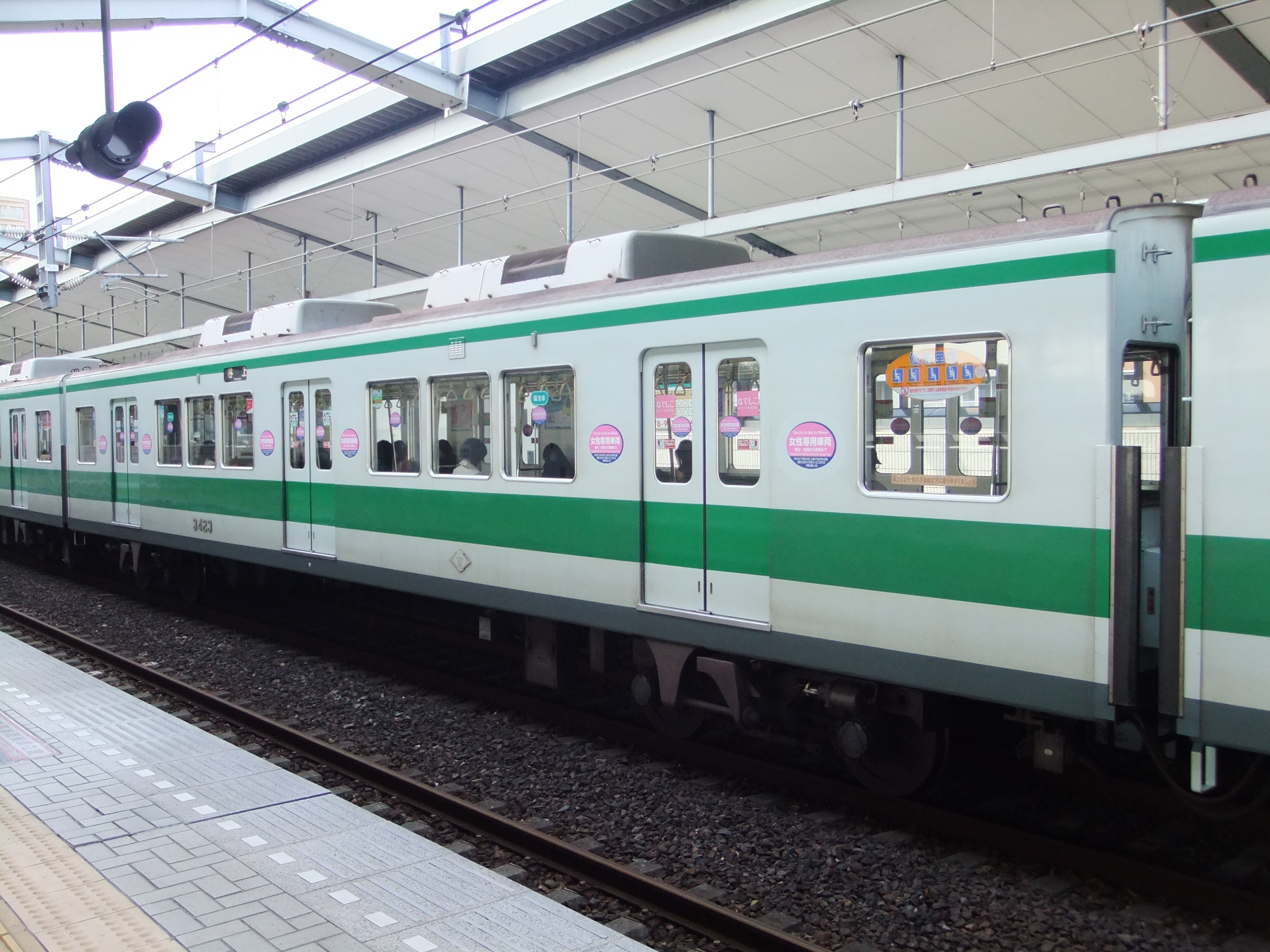
4호차(3400형)
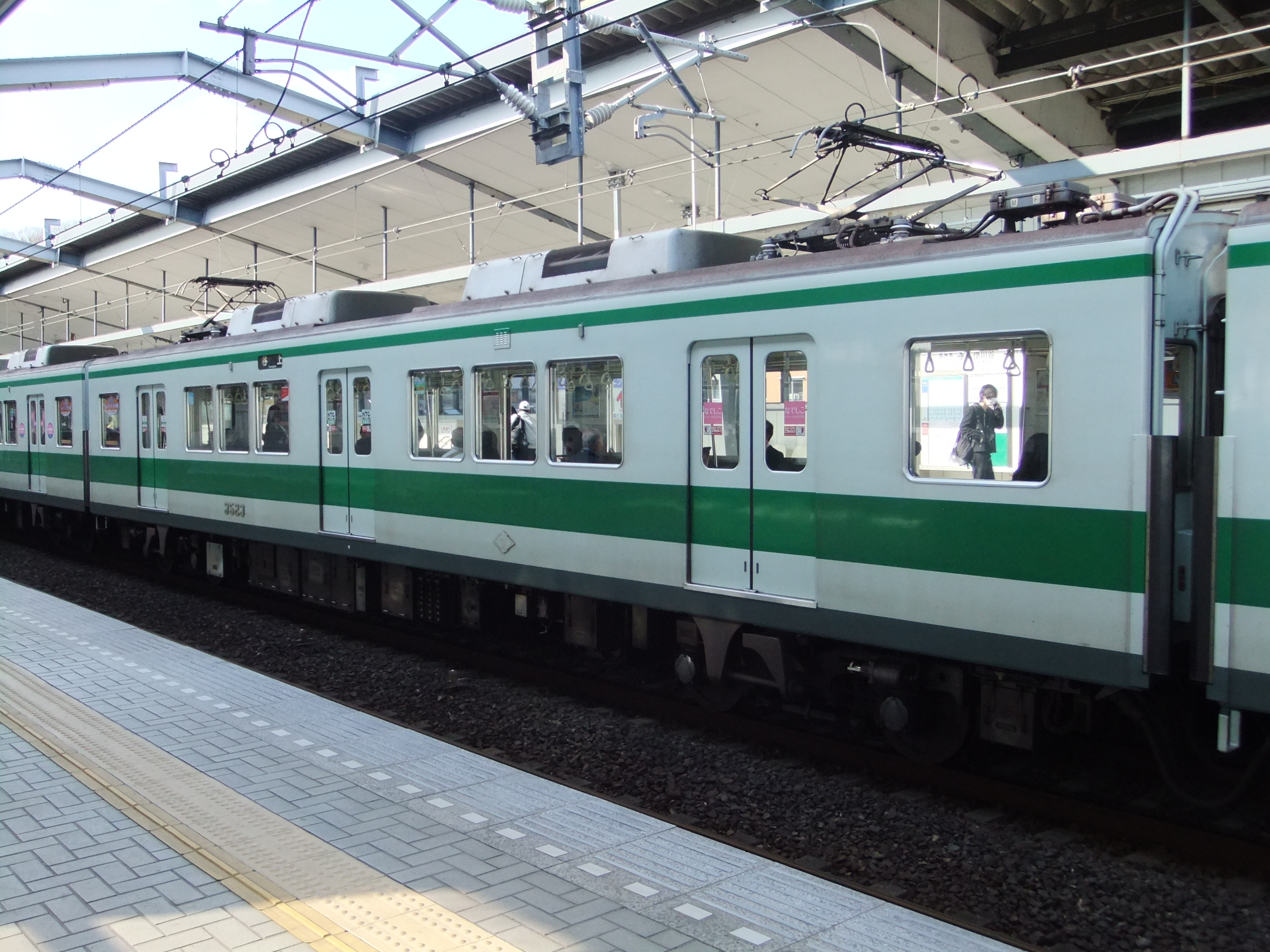
5호차(3500형)
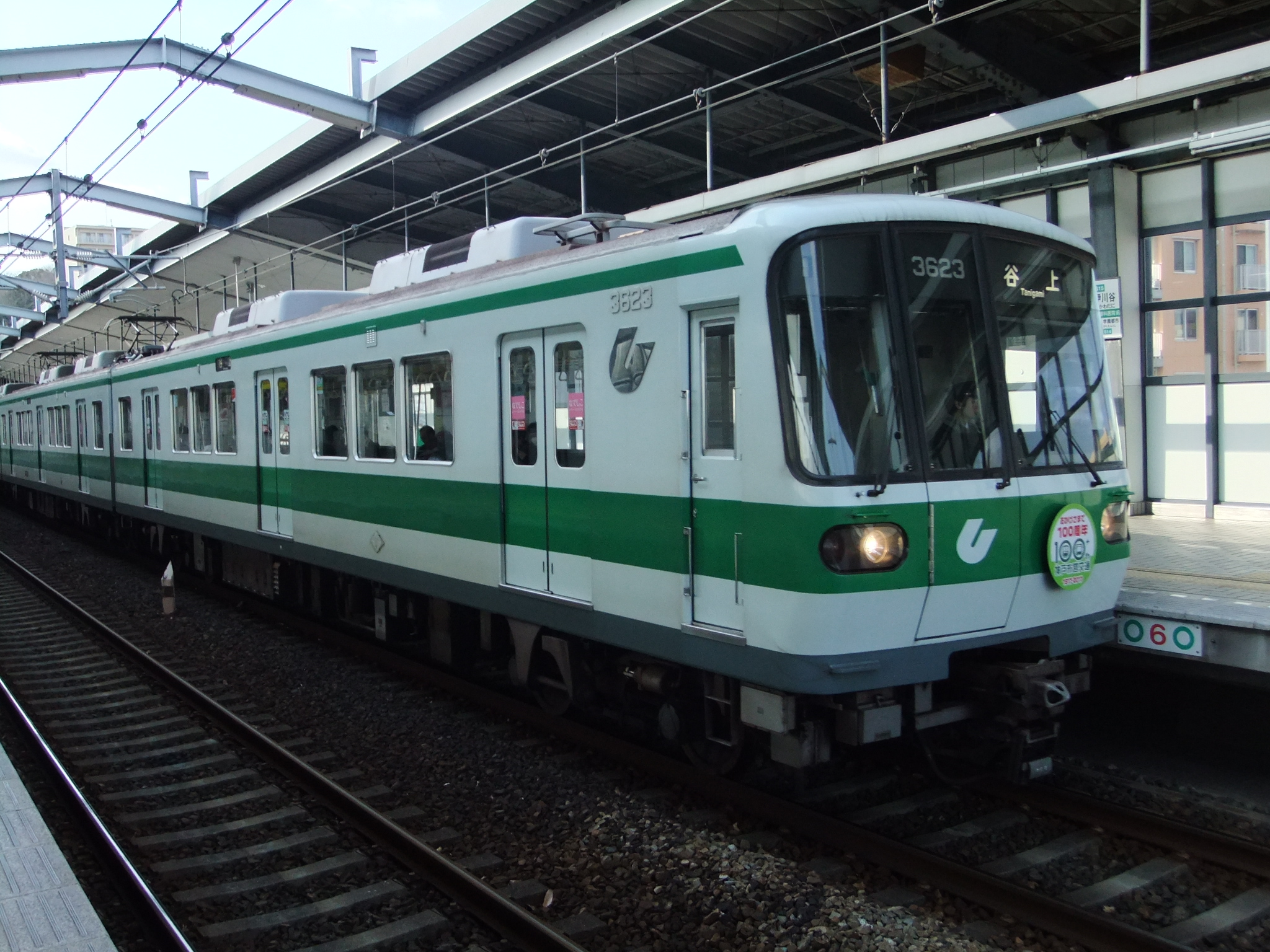
6호차(3600형)

## 저장
전술한 바와 같이, 3123F의 3123호차의 전두부(컷 모델)가 묘다니 차량 기지의 실내에 보존되어 있다.

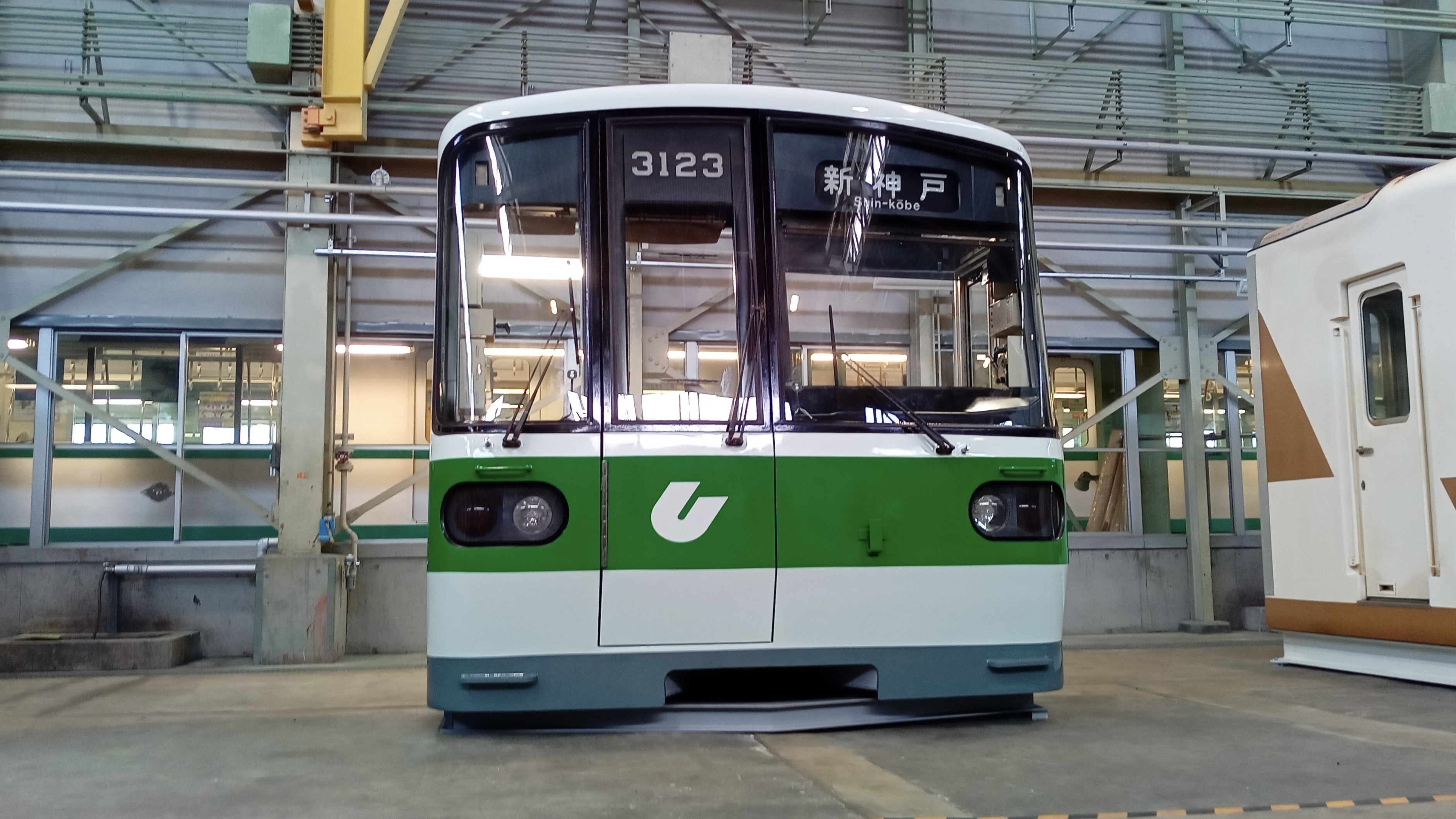
저장 차량